# Aeterna Lucina
Pour les articles homonymes, voir Lucina.
L'État Souverain d'Aeterna Lucina est une micronation située en Australie existant de 1978 à la mort de son fondateur en 1994.

## Histoire
Le fondateur et « Seigneur Suprême » d'Aeterna Lucina est Paul Baron Neuman (de son premier nom Paul Robert Neuman, changé par un deed poll), un retraité d'origine allemande né à Sydney, dans la banlieue de Curl Curl (en), qui réclame le titre de « Baron Neuman of Kara Bagh » à la suite de l'exil de l'ancien roi Hassan III des Maldives  en Afghanistan.
Il affirme également avoir reçu plus de 850 autres distinctions et en avoir donné tout autant. Il aurait aussi eu des postes de professeur, un doctorat de philosophie et de théologie, ainsi que des dizaines d'honneurs chevaleresques.
Aeterna Lucina (apparemment d'après le nom de Lucine, la déesse romaine de l'accouchement) est fondé en 1978 depuis la propriété de Neuman près de Byron Bay. Au cours des années 1980, l'état est transféré dans sa résidence de Curl Curl puis dans une propriété rurale de 14 km2 près de Cooma, en Nouvelle-Galles du Sud. Dans un reportage télévisé en 1989, la résidence de Curl Curl - connue sous le nom de Vitama - est considérée comme la capitale de la micronation. L'état est finalement transféré dans un lieu inconnu de 16 km2 dans l'État de Victoria.
Aeterna Lucina devient connu du public en 1990, lorsque plusieurs personnes qui lui sont associées, dont un important homme d'affaires de Sydney, doivent faire face à des accusations de fraude relatives aux infractions sur les visas et la vente de terrains selon les lois de la Nouvelle-Galles du Sud.